# HMS Glowworm (H92)
«Глоувом» (H92) (англ. HMS Glowworm (H92) — військовий корабель, ескадрений міноносець типу «G» Королівського військово-морського флоту Великої Британії за часів Другої світової війни.
«Глоувом» був закладений 15 серпня 1934 на верфі компанії John I. Thornycroft & Company, Вулстон. 22 січня 1936 увійшов до складу Королівських ВМС Великої Британії. Під час Громадянської війни в Іспанії, корабель залучався до морської блокади узбережжя, ініційованої Британію та Францією для запобігання контрабанди зброєю протиборчим сторонам. З початком Другої світової війни діяв поблизу англійських берегів, весною 1940 року брав участь у Норвезькій кампанії. У сутичці з противником, що сталася 8 квітня 1940 року, «Глоувом» зіткнувся з німецькими есмінцями, котрі транспортували піхоту для вторгнення у Норвегію. В бою британський есмінець тараном атакував німецький важкий крейсер «Адмірал Гіппер», унаслідок колізії йому відірвало ніс і невдовзі «Глоувом» затонув.

## Дизайн, конструкція та озброєння
Ескадрений міноносець «Глоувом» належав до класу ескадрених міноносців типу G, що випускалися британськими суднобудівельними компаніями з 1935 по 1939 роки за програмою 1933 року (англ. 1933 Construction Programme) та належали до сьомої серії міжвоєнних або, так званих, «стандартних» есмінців Королівського флоту. Вартість корабля склала £248 785, за винятком озброєння та деякого оснащення.
Корпус корабля мав загальну довжину між перпендикулярами — 98,5 м, бімс — 10,1 м та осадку до 3,8 м. Водотоннажність бойового корабля становила: стандартна — 1 350 та повна — 1 883 довгих тонн відповідно. Корпус корабля мав десять водонепроникних поперечних перегородок. Подвійне дно й поздовжні водонепроникні перебірки були відсутні, що дозволило розширити машинні і котельні відділення для розміщення енергетичної установки підвищеної потужності, без конструктивних ускладнень в обслуговуванні.
Головна енергетична установка становила три триколекторні Адміралтейських котли з пароперегрівником і два одноступінчатих редуктори, дві двокорпусні парових турбіни Parsons. Дві турбіни (високого і низького тиску) і редуктор становили турбозубчатий агрегат. Розміщення ГЕУ — лінійне. Котли розміщувалися в ізольованих відсіках, турбіни — у загальному машинному відділенні, при цьому були відокремлені від турбін водонепроникною перегородкою. Робочий тиск пару — 21,2 кгс/см² (20,5 атм.), температура — 327 °С (620 °F).
Проектна потужність становила 34 000 к.с. (27 000 кВт), що мало забезпечити максимальну швидкість ходу (при повному навантаженні) в 35,5 вузлів (67 км/год). Запас палива зберігався в паливних танках, ємністю 457–483 тонн мазуту, що забезпечувало дальність плавання 5 500 морських миль (10 240 км) 15-вузловим ходом (28 км/год). Екіпаж корабля становив 137 офіцерів та матросів у мирний час та 146 — у воєнний час.
Корабельна артилерія головного калібру (ГК) у есмінця «Глоувом»: чотири 120-мм універсальних швидкострільних гармат QF Mark IX з довжиною ствола 45 калібрів у поодиноких установках CP XVII на центральній осі корабля, що утворювали дві передні та дві кормові вогневі позиції. Максимальний кут піднесення +40°, зниження на −10°. Маса снаряда 22,7 кг, початкова швидкість — 807 м/с. Гармати мали швидкострільність 10-12 пострілів на хвилину на відстань до 15,5 км. Боєзапас становив 200 пострілів на ствол.
Основу зенітного озброєння становили дві зчетверені 12,7-мм зенітні кулеметні установки Vickers .50 Mk III з швидкострільністю 500–600 постр./хв. Боєзапас — 10 000 набоїв на зенітну установку. Зчетверена установка утворювала стіну вогню 18,3 метра в ширину і 15,24 метра у висоту на висоті 915 метрів.
Торпедне озброєння складалося з двох експериментальних 21-дюймових (533-мм) п'яти-трубних торпедних апаратів, що розташовувалися в кормовій частині корпусу на осьовій лінії. Есмінець також мав одну напрямну для скидання глибинних бомб і 2 пристрої для їх скидання; на борту перебувало зазвичай 20 глибинних бомб, хоча з початком війни їх чисельність збільшили до 35 одиниць.
Для боротьби з підводними човнами противника на британських кораблях використовувалися гідролокатори (англ. ASDIC, Allied Submarine Detection Investigation Committee), які стояли практично на всіх англійських військових кораблях.

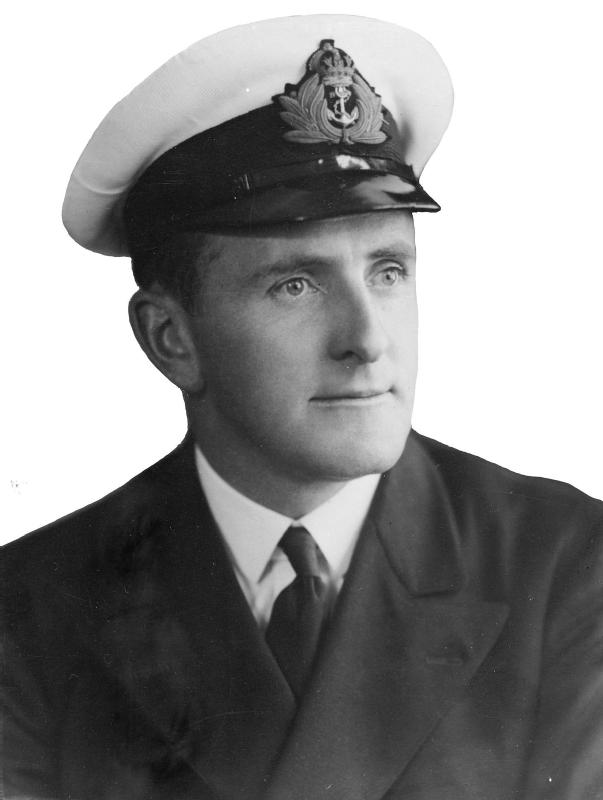
Командир есмінця «Глоувом» лейтенант-командер Джерард Бродмед Руп (Gerard Broadmead Roope), перший кавалер Хреста Вікторії за часів Другої світової війни

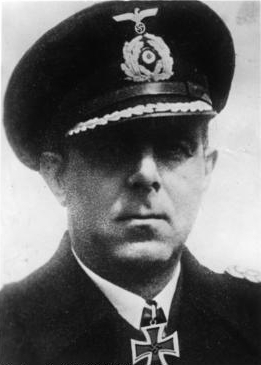
Командир німецького важкого крейсера «Адмірал Гіппер» капітан-цур-зее Гельмут Гайє

## Історія служби

### Початок
У січні 1936 року ескадрений міноносець «Глоувом» після введення до строю флоту був включений до 1-ї флотилії есмінців Середземноморського флоту. У роки Громадянської війни в Іспанії корабель залучався до морської блокади узбережжя, ініційованої Британію та Францією для запобігання контрабанди зброї протиборчим сторонам. З 27 травня до 8 червня 1937 року перебував у Портсмуті на плановому ремонті, по завершенню якого повернувся до Середземного моря. Через рік знову проходив ремонтні роботи та модернізацію. У вересні 1938 ескортував океанський лайнер SS Strathnaver під час Мюнхенської кризи, а наприкінці цього місяця супроводжував перехід легкого крейсера «Аретуса» в Аден.
16 травня 1939 року під час нічних навчань стався нещасний випадок, HMS «Глоувом» зіткнувся з сістершіпом «Гренейд» , і був змушений стати на короткий ремонт в Александрії, звідки перейшов до Мальти для проведення серйозного ремонту з 23 травня до 24 червня.

### Друга світова війна
На початок Другої світової війни есмінець «Глоувом» перебував, разом з ескадреними міноносцями свого типу «Галлант», «Графтон» та «Грейхаунд», у складі сил британського флоту на Середземному морі. 22 жовтня 1939 року його флотилія есмінців перемістилася до Британських островів. Формування прибуло до Плімута і перейшла у підпорядкування Командуванню Західних підходів до Британських островів для захисту комунікацій та контролю за судноплавством.
До 12 листопада есмінець виконував завдання з ескорту транспортних суден і протичовнового патрулювання на південно-західних комунікаціях, після був перекинутий на Північне море до 22-ї флотилії есмінців, що базується в Гарідж. Там з кораблем стався черговий нещасний випадок. 22 лютого 1940 під час сильного туману з есмінцем, що стояв на зовнішньому рейді Норвіча, зіткнувся шведський корабель Rex. Отримані ушкодження ліквідовувалися на комерційній верфі в Кінгстон-апон-Галлі до кінця березня. Після ремонту корабель був приписаний до 1-ї флотилії есмінців флоту метрополії, і 20 березня прибув до Скапа-Флоу.

### Останній похід
5 квітня 1940 року бойовий корабель разом з есмінцями «Грейхаунд», «Хіроу» та «Гіперіон» увійшов до сил ескорту лінійного крейсера «Рінаун». Група кораблів за планом операції «Вілфред» здійснювала постановку мінних полів у норвезьких водах.
7 квітня HMS «Глоувом» йшов у похідному ордері, коли внаслідок семибального шторму змило хвилею за борт одного з матросів есмінця. Корабель з дозволу командира лінійного крейсера «Рінаун» відокремився від оперативної групи для пошуку впалого моряка. Через деякий час матрос у важкому стані був піднятий на борт і переданий у лазарет.
Наступного ранку корабель вирушав на з'єднання з основною групою, погода псувалася, хитавиця посилювалася. О 8:00 в сильному ранковому тумані «Глоувом» наткнувся на два німецьких есмінці Z11 «Бернд фон Арнім» і Z18 «Ганс Людеманн». Ці есмінці були частиною загону, очолюваного важким крейсером «Адмірал Гіппер», що перевозили німецькі війська в Тронгейм для німецького вторгнення до Норвегії в рамках операції «Везерюбунг».
Німецькі кораблі відкрили вогонь, проте незважаючи на чисельну перевагу вони були завантажені військами і тому спробували відступити від англійського корабля, скориставшись штормовою погодою і зливою, що розпочалася, й одночасно просигналивши на флагман про виявлення ворога. Командир британського есмінця лейтенант-командер Джерард Руп, здогадувався, що його заманюють до основних сил, але продовжив переслідування, сподіваючись виявити і доповісти командуванню оперативної групи про склад і координати сил вторгнення.
«Глоувом» стисло радирував адміралу, що перебував на «Рінаун», про те, що він вступив у бій з двома есмінцями противника приблизно в 150 милях на південний захід від Вест-фіорду. Через годину з невеликим він передав інший радіосигнал, який раптово обірвався без будь-якого натяку на загибель корабля.
Через майже дві години дощ раптово припинився і есмінець виявив німецький крейсер всього в 9 кілометрах від себе. «Глоувом» радирував на лінійний крейсер «Рінаун» про виявлення ворожого корабля і ліг на зворотний курс. О 9:50 німецький крейсер «Адмірал Гіппер» з дистанції 8400 метрів відкрив вогонь з головного калібру й четвертим залпом здобув влучення. Намагаючись прикритися від ворожого вогню, британський есмінець поставив димову завісу, але німецьким гарматам, що наводилися на ціль за допомогою радарів, дим не заважав. Сильні хвилі не давали легкому есмінцю можливості набрати швидкість, у той же час важкий німецький крейсер безперешкодно наганяв супротивника.
Ледве «Глоувом» вийшов з димової завіси, він виявив важкий крейсер прямо перед собою, й по британському кораблю впритул відкрили вогонь 10,5-см зенітні установки крейсера. Незабаром один з снарядів досяг цілі, зруйнувавши радіорубку і раптово обірвавши відправлення радіограми. Місток і носова артилерійська установка «Глоувома» були знищені, крім того були влучення в машинне відділення, капітанський салон і в щоглу. Впавши на палубу, щогла замкнула проводку й включила корабельну сирену, виття якої припинилося тільки після затоплення корабля. На цей час вогонь з есмінця у відповідь був слабким і ніким не коригувався — центральний артилерійський пост був затоплений.
У 10:10 HMS «Глоувом» випустив п'ять торпед з одній з установок, з дистанції 800 метрів, але торпеди пройшли мимо. «Адмірал Гіппер» весь бій йшов носом строго на есмінець зменшуючи ризик влучення торпед. Щоб виграти трохи часу на підготовку другого апарату до пуску торпед, есмінець знову пішов у хмару диму, проте німецький крейсер пішов за ним. Німецькі джерела фіксують тільки один торпедний залп. Британці стверджують, що есмінець розрядив обидва торпедних апарати. Безперечним фактом лишається те, що жодна з торпед в тому бою не досягла цілі.
«Адмірал Гіппер» пройшовши крізь димову завісу, виявив есмінець в декількох сотнях метрів, що рушив на повній швидкості прямо на нього. На борту британського есмінця пролунала команда «Приготуватися до тарану!» Німецький капітан-цур-зее Гельмут Гайє наказав зробити різкий поворот на правий борт, у спробі відвести від удару борт і протаранити есмінець. У результаті «Глоувом», що втратив до того часу управління, врізався в борт крейсера в районі якірних клюзов. Від удару ніс есмінця зім'яло, а сам корабель протягло вздовж борту крейсера. Есмінець втратив пари, ліг у дрейф і став набирати воду. На палубі бушувала сильна пожежа, але незважаючи на це «Глоувом» зробив ще один залп з кормової гармати, досягши влучення з дистанції в 400 метрів.
Командир есмінця «Глоувом» лейтенант-командер Джерард Бродмед Руп наказав покинути корабель, проте незабаром вибухнули котли й есмінець перекинувся і затонув. Капітан Гайе поставив німецький крейсер так, щоб морською течією моряків, що вижили прибивало до корабля. Незважаючи на те, що майже весь екіпаж крейсеру брав участь у порятунку, тих, котрі вижили було небагато, сильні хвилі й холодні північні води не залишали шансів. Багато британських моряків хапалися за мотузки, але були занадто виснажені щоб триматися за них, і тонули. Командир есмінця вже у воді допомагав своїм людям надіти рятувальні жилети. Коли його стали піднімати він зірвався та пішов під воду. Врятуватися вдалося тридцяти одному моряку з екіпажу у 149 чоловіків, серед них був тільки один офіцер, командир управління торпедним вогнем лейтенант Роберт Ремсі. У бою загинув один німецький матрос із гарматної обслуги, при зіткненні він впав за борт і не врятувався. Англійські моряки, що вижили у бою, отримали статус військовополонених і повернулися додому після закінчення війни.
У результаті бою «Адмірал Гіппер» отримав невеликі пошкодження, бортова обшивка виявилася втиснутою протягом майже чверті довжини корабля, аж до носового торпедного апарату, який вийшов з ладу. У кількох місцях крейсер отримав пробоїни, і до їх ліквідації набрав 490 тонн води, і втратив близько 200 тонн нафти. Отримані ушкодження не завадили кораблю виконати завдання, однак після цього знадобилося близько трьох тижнів ремонтних робіт для їх ліквідації.
У бою німецький важкий крейсер витратив 31 снаряд головного калібру, зробивши 11 залпів; крім того, він випустив 104 снаряди з важких 105-мм зеніток та 136 і 132 снаряди з автоматів, 37-мм і 20-мм калібру відповідно.

## Відео
- DESTROYER HMS GLOWWORM AND HEAVY CRUISER ADMIRAL HIPPER [Архівовано 1 квітня 2016 у Wayback Machine.]